# Shantipur (Gulmi)
Pour les articles homonymes, voir Shantipur.
Shantipur (en népalais : शान्तिपुर) est un comité de développement villageois du Népal situé dans le district de Gulmi. Au recensement de 2011, il comptait 3 865 habitants.